# Hubert Robyn
Jean Hubert Robyn, né le 26 octobre 1879 à Neder-over-Heembeek et mort le 2 mai 1966 à Woluwe-Saint-Pierre, est un avocat et homme politique libéral belge.
Il fut docteur en droit, administrateur de sociétés, député élu au parlement.

## Sources
- Liberaal Archief